# Liste von Sakralbauten im Landkreis Mansfeld-Südharz
Die Liste von Sakralbauten im Landkreis Mansfeld-Südharz gibt eine möglichst vollständige Übersicht der im Landkreis Mansfeld-Südharz im Südwesten des Landes Sachsen-Anhalt vorhandenen relevanten Sakralbauten mit ihrem Status, Adresse, Koordinaten und einer Ansicht (Stand Januar 2023).

## Kapellen
| Artikel                          | Beschreibung                                                                                                  | Gemeinde             | Ortsteil      | Bild           | Koordinaten                  |
| -------------------------------- | --- | -------------------- | ------------- | -------------- | ---------------------------- |
| Abtskapelle St. Maria            | Hochgotische Abtskapelle (2. H. 13. Jh.) des ehemaligen Klosters Sittichenbach                                | Lutherstadt Eisleben | Sittichenbach | weitere Bilder | 51° 28′ 1″ N, 11° 31′ 8″ O   |
| Friedhofskapelle (Stolberg/Harz) | Schlichter Rechteckbau, 1437 geweiht, steiles Satteldach mit Dachreiter                                       | Südharz              | Stolberg      | weitere Bilder | 51° 34′ 32″ N, 10° 57′ 40″ O |
| Marienkapelle (Stolberg)         | Kleine gotische Kapelle mit Dreiachtelschluss 1477–82, heute Gedenkstätte.                                    | Südharz              | Stolberg      |                | 51° 34′ 26″ N, 10° 57′ 15″ O |
| St. Spiritus (Eisleben)          | Neugotischer Werksteinbau 1885, kleiner Zentralbau auf quadrat. Grundriss mit polygonalem Chor und Dachreiter | Lutherstadt Eisleben | Eisleben      | weitere Bilder | 51° 31′ 30″ N, 11° 33′ 8″ O  |
| Sankt-Georg-Kapelle (Stolberg)   | 1333 erstmals erwähnt, nach Zerstörung wiederaufgebaut und 1657 neu geweiht                                   | Südharz              | Stolberg      | weitere Bilder | 51° 34′ 19″ N, 10° 57′ 24″ O |

## Kirchengebäude
| Artikel                                       | Beschreibung | Gemeinde                  | Ortsteil                   | Bild           | Koordinaten                  |
| --------------------------------------------- | --- | ------------------------- | -------------------------- | -------------- | ---------------------------- |
| Alt-St. Gertrud (Eisleben)                    | Kath. Kirche, 1864 als neugotische Kirche nahe der St. Nikolai erbaut | Lutherstadt Eisleben      | Lutherstadt Eisleben       | weitere Bilder | 51° 31′ 48″ N, 11° 32′ 43″ O |
| Dorfkirche Adendorf (Gerbstedt)               | Neuromanische Saalkirche mit eingezogener Apsis und Westturm 1849 | Gerbstedt                 | Adendorf                   | weitere Bilder | 51° 37′ 3″ N, 11° 42′ 8″ O   |
| Dorfkirche Augsdorf                           | Schlichter neuromanischer Bruchsteinbau 1858/59 mit Apsis und Turm | Gerbstedt                 | Augsdorf                   | weitere Bilder | 51° 36′ 11″ N, 11° 33′ 59″ O |
| Dorfkirche Dederstedt                         | Im Kern spätromanischer Saal mit dreiseitigem Schluss, 1708 eingreifend erneuert                                                                                             | Seegebiet Mansfelder Land | Dederstedt                 | weitere Bilder | 51° 32′ 33″ N, 11° 41′ 33″ O |
| Dorfkirche Drebsdorf                          | Kleine wehrhaft anmutende Chorturmkirche, im Kern mittelalterlich, das schlichte Schiff von 1592–95, der östl. Anbau 17. Jh.                                                 | Südharz                   | Drebsdorf                  | weitere Bilder | 51° 28′ 54″ N, 11° 10′ 30″ O |
| Dorfkirche (Einzingen)                        | Schlichter langgestreckter Bruchsteinbau, 18. Jh.; rechteckiger Westturm, barocke Ausstattung                                                                                | Allstedt                  | Einzingen                  | weitere Bilder | 51° 26′ 44″ N, 11° 21′ 41″ O |
| Dorfkirche Elben                              | Kleiner Feldsteinbau um 1500 mit dreiseitigem Schluss, barock umgebaut | Gerbstedt                 | Elben (Gerbstedt)          | weitere Bilder | 51° 35′ 37″ N, 11° 40′ 55″ O |
| Dorfkirche Lengefeld (Sangerhausen)           | Schlichte Chorturmkirche, der Ostturm im Kern wohl mittelalterlich mit neugotischem Glockengeschoss 1865                                                                     | Sangerhausen              | Lengefeld                  | weitere Bilder | 51° 30′ 10″ N, 11° 16′ 13″ O |
| Dorfkirche Obersdorf (Sangerhausen)           | Im Kern mittelalterliche Chorturmkirche, Schiff 1727–29 neu erbaut | Sangerhausen              | Obersdorf                  | weitere Bilder | 51° 31′ 15″ N, 11° 19′ 36″ O |
| Dorfkirche Welbsleben                         | Westquerturm und Schiffsnordwand romanisch, Chor Mitte 14. Jh. | Arnstein                  | Welbsleben                 | weitere Bilder | 51° 42′ 23″ N, 11° 25′ 24″ O |
| Dorfkirche Wolfsberg (Sangerhausen)           | Schlichte Saalkirche mit kleinem Fachwerkanbau im Westen, 1704 unter Verwendung älterer Reste erbaut                                                                         | Sangerhausen              | Wolfsberg                  | weitere Bilder | 51° 33′ 5″ N, 11° 5′ 52″ O   |
| Dorfkirche Zabenstedt                         | Saalkirche mit Fünfachtelschluss um 1500, spätromanischer Westquerturm | Gerbstedt                 | Zabenstedt                 | weitere Bilder | 51° 37′ 14″ N, 11° 40′ 13″ O |
| Fleckenkirche St. Nicolai                     | Im Kern romanische Chorturmkirche in Bruchstein, um 1180 | Seegebiet Mansfelder Land | Seeburg                    | weitere Bilder | 51° 29′ 22″ N, 11° 42′ 13″ O |
| Heilandskirche Molmeck                        | 1897–99 erbaute neugotische Kirche mit Dachturm, ungenutzt | Hettstedt                 | Molmeck                    | weitere Bilder | 51° 38′ 14″ N, 11° 30′ 7″ O  |
| Heilig Kreuz (Sandersleben)                   | Kath. Kirche, schlichte Saalkirche aus Backstein mit eingezogenem Rechteckchor, 1897 erbaut, 2010 profaniert                                                                 | Arnstein                  | Sandersleben               | weitere Bilder | 51° 40′ 27″ N, 11° 34′ 8″ O  |
| Herz-Jesu-Kirche (Gerbstedt)                  | Kath. Kirche, schlichte neugot. Saalkirche aus Backstein, 1905/06 erbaut, 2016 profaniert                                                                                    | Gerbstedt                 | Gerbstedt                  | weitere Bilder | 51° 38′ 5″ N, 11° 37′ 40″ O  |
| Heilig-Kreuz-Kirche (Freist)                  | Im Kern romanische Saalkirche mit eingez. Rechteckchor und Westturm, 1868 eingreifend umgebaut                                                                               | Gerbstedt                 | Freist                     | weitere Bilder | 51° 36′ 18″ N, 11° 42′ 14″ O |
| Hl. Kreuz (Wormsleben)                        | Im Kern rechteckiger Saalbau in Bruchstein 2. H. 12. Jh., 1724 stark umgebaut                                                                                                | Seegebiet Mansfelder Land | Wormsleben                 | weitere Bilder | 51° 30′ 33″ N, 11° 37′ 32″ O |
| Herz-Jesu-Kirche (Sangerhausen)               | Kath. Kirche, neugotische Saalkirche in Backstein, 1892/93 nach Plänen von Arnold Güldenpfennig erbaut                                                                       | Sangerhausen              | Sangerhausen               | weitere Bilder | 51° 28′ 34″ N, 11° 17′ 34″ O |
| Jacobikirche (Sangerhausen)                   | Dreischiffige Hallenkirche mit einschiffigem Chor 14. bis 15. Jh., flachgedeckt, schiefer Turm, Hildebrandtorgel                                                             | Sangerhausen              | Sangerhausen               | weitere Bilder | 51° 28′ 23″ N, 11° 17′ 49″ O |
| St. Peter und Paul (Leimbach)                 | Gotisierender Feldsteinbau von 1776 mit dreiseitigem Ostschluss und quadratischem Westturm, Reste der Ausstattung erhalten                                                   | Mansfeld                  | Leimbach (Mansfeld)        | weitere Bilder | 51° 36′ 16″ N, 11° 28′ 11″ O |
| Kirche Rothenschirmbach                       | Stattlicher neuromanischer Saalbau aus Rotsandstein mit eingezogenem, halbrund geschlossenem Chor und quadratischem Westturm, 1893                                           | Lutherstadt Eisleben      | Rothenschirmbach           | weitere Bilder | 51° 27′ 19″ N, 11° 32′ 48″ O |
| Kirche zum Heiligen Grabe                     | Schlichter Rechteckbau 1554, Anfang 18. Jh. durchgreifend barockisiert | Südharz                   | Dietersdorf                | weitere Bilder | 51° 31′ 46″ N, 11° 2′ 48″ O  |
| Klosterkirche Klostermansfeld                 | Romanische ehemalige Klosterkirche, um 1170, dreischiffige Basilika mit gotisch verlängertem Chor, nach Zerstörung im Bauernkrieg teilweise erneuert, Straße der Romanik     | Klostermansfeld           | Klostermansfeld            | weitere Bilder | 51° 35′ 3″ N, 11° 29′ 50″ O  |
| Mariä Himmelfahrt (Sittichenbach)             | Kath. Kirche, schlichter Putzbau 1954 | Lutherstadt Eisleben      | Sittichenbach              | weitere Bilder | 51° 28′ 3″ N, 11° 30′ 58″ O  |
| Nicolaikirche (Eisleben)                      | Dreischiffige spätgotische Hallenkirche des 15. Jh. mit einschiffigem Chor und Westturm                                                                                      | Lutherstadt Eisleben      | Lutherstadt Eisleben       | weitere Bilder | 51° 31′ 50″ N, 11° 32′ 46″ O |
| St. Ulrici (Sangerhausen)                     | Bedeutende romanische Basilika mit Vierungsturm, 12. Jh., Straße der Romanik                                                                                                 | Sangerhausen              | Sangerhausen               | weitere Bilder | 51° 28′ 28″ N, 11° 18′ 5″ O  |
| Schlosskirche Mansfeld                        | Einschiffiger gotischer Bau mit polygonalem Schluss E. 15. Jh., Ausstattung weitgehend im Zustand der Lutherzeit erhalten                                                    | Mansfeld                  | Mansfeld                   | weitere Bilder | 51° 35′ 36″ N, 11° 27′ 27″ O |
| St. Andreas (Uftrungen)                       | Schlichter Saalbau 1732–34, unter Verwendung von gotischem Baurest erbaut | Südharz                   | Uftrungen                  | weitere Bilder | 51° 27′ 56″ N, 10° 59′ 23″ O |
| St. Arnold (Breitungen)                       | Barocker Neubau 1727–34 | Südharz                   | Breitungen                 | weitere Bilder | 51° 30′ 2″ N, 11° 2′ 57″ O   |
| St.-Cyriacus-Kirche (Wolferode)               | Saalkirche mit polygonalem Ostschluss und spätgot. Westturm | Lutherstadt Eisleben      | Wolferode                  | weitere Bilder | 51° 30′ 25″ N, 11° 30′ 31″ O |
| St. Andreas (Eisleben)                        | Spätgotische Hallenkirche ab 2. V. 15. Jh. mit dreischiffigem Chor, Westbau wohl 2. V. 13. Jh.                                                                               | Lutherstadt Eisleben      | Lutherstadt Eisleben       | weitere Bilder | 51° 31′ 42″ N, 11° 32′ 42″ O |
| St. Andreas (Heiligenthal)                    | Stattliche spätrom. Saalkirche mit Westquerturm und Rechteckchor, im Kern 2. H. 12. Jh., umgebaut 16. und 18. Jh.                                                            | Gerbstedt                 | Heiligenthal               | weitere Bilder | 51° 36′ 27″ N, 11° 38′ 0″ O  |
| St. Andreas (Hohlstedt)                       | Kleine Chorturmkirche, Chorturm im Kern spätromanisch, Strebepfeiler 1934, Rechteckchor mit Fünfachtelschluss von 1512, das Schiff 1717.                                     | Wallhausen                | Hohlstedt                  | weitere Bilder | 51° 27′ 32″ N, 11° 9′ 56″ O  |
| St.-Aegidien-Kirche (Brücken)                 | Langgestreckter Saal mit Chor (13. Jh.), später nach Osten verlängert | Brücken-Hackpfüffel       | Brücken                    | weitere Bilder | 51° 26′ 40″ N, 11° 11′ 53″ O |
| St. Anna (Bischofrode)                        | Neugotischer Saalbau in Bruchstein mit dreiseitigem Chorschluss und quadratischem Turm bez. 1897                                                                             | Lutherstadt Eisleben      | Bischofrode                | weitere Bilder | 51° 29′ 12″ N, 11° 31′ 40″ O |
| St. Anna (Röblingen am See)                   | Katholische Kirche, historistisch 1891. | Seegebiet Mansfelder Land | Röblingen am See           | weitere Bilder | 51° 27′ 39″ N, 11° 40′ 10″ O |
| St.-Martin-Kirche (Ahlsdorf)                  | Westturm M. 16. Jh., Schiff mit dreiseitigem Ostschluss neu von 1852 | Ahlsdorf                  | Ahlsdorf                   | weitere Bilder | 51° 32′ 39″ N, 11° 28′ 5″ O  |
| St.-Annen-Kirche (Hackpfüffel)                | Bruchsteinbau, Umfassungsmauern aus 12./13. Jh., teilweise Ruine (Chor vom Schiff abgetrennt)                                                                                | Brücken-Hackpfüffel       | Hackpfüffel                | weitere Bilder | 51° 25′ 13″ N, 11° 12′ 8″ O  |
| St. Annen (Eisleben)                          | Saalkirche mit spätgotischem Chor, nachgotischem Langhaus, Westbau erst 1585–1608                                                                                            | Lutherstadt Eisleben      | Lutherstadt Eisleben       | weitere Bilder | 51° 31′ 45″ N, 11° 32′ 14″ O |
| St. Barbara (Helbra)                          | Katholische, neuromanische Kirche, Basilika, 1908–11 | Helbra                    | Hergisdorf                 | weitere Bilder | 51° 33′ 27″ N, 11° 29′ 37″ O |
| St. Bartholomäus (Biesenrode)                 | Rechteckbau aus verputztem Bruchstein 1793, quadratischer Westturm ehemals Chorturm, barocke Ausstattung                                                                     | Mansfeld                  | Biesenrode                 | weitere Bilder | 51° 36′ 15″ N, 11° 23′ 13″ O |
| St. Bartholomäus (Hainrode)                   | Chorturmkirche, quadratischer Ostturm mit der östlichen Apsis ansatzweise erhalten                                                                                           | Südharz                   | Hainrode                   | weitere Bilder | 51° 30′ 3″ N, 11° 10′ 6″ O   |
| St. Bonifatius (Friedeburg)                   | Neugotische Saalkirche mit Apsis und Turm, 1882–86 | Gerbstedt                 | Friedeburg                 | weitere Bilder | 51° 37′ 16″ N, 11° 44′ 35″ O |
| St. Bonifatius (Quenstedt)                    | Saalkirche nach Bränden 1636 und 1661 neu erbaut und 1884 eingreifend umgebaut                                                                                               | Arnstein (Sachsen-Anhalt) | Quenstedt                  | weitere Bilder | 51° 41′ 50″ N, 11° 27′ 26″ O |
| St. Bonifatius (Vatterode)                    | Einschiffiger Bruchsteinbau mit Chorturm und Apsis, im Kern 12. Jh. | Mansfeld                  | Vatterode                  | weitere Bilder | 51° 35′ 56″ N, 11° 25′ 49″ O |
| St. Cyriaki und Nicolai (Schwenda)            | Zentralbau 1736/38 nach Vorbild der Dresdener Frauenkirche | Südharz                   | Schwenda                   | weitere Bilder | 51° 33′ 34″ N, 11° 1′ 15″ O  |
| St. Gertrud (Eisleben)                        | Kath. Kirche, 1914–16 als stattliche gotisierende kreuzförmige Kirche erbaut                                                                                                 | Lutherstadt Eisleben      | Lutherstadt Eisleben       | weitere Bilder | 51° 31′ 53″ N, 11° 32′ 59″ O |
| St. Georg (Mansfeld)                          | Stattliches spätgotisches Bauwerk, Chor und Langhaus 1497, nach Brand erst 1518/20 vollendet                                                                                 | Mansfeld                  | Mansfeld                   | weitere Bilder | 51° 35′ 36″ N, 11° 27′ 11″ O |
| St. Georgii (Kelbra)                          | Im Kern 13. Jh., nach Brand 1607 weitgehender Neubau | Kelbra (Kyffhäuser)       | Kelbra                     | weitere Bilder | 51° 26′ 13″ N, 11° 2′ 25″ O  |
| St. Georg (Thondorf)                          | Im Kern spätgotisch 1452, Umbau 1598, Schiff ruiniert | Gerbstedt                 | Thondorf                   | weitere Bilder | 51° 35′ 57″ N, 11° 31′ 46″ O |
| St. Jacobi (Hettstedt)                        | Dreischiffige gotische Bruchstein-Hallenkirche, Chor 1418–29, Turm 1428–71, Schiff 1449–1519                                                                                 | Hettstedt                 | Hettstedt                  | weitere Bilder | 51° 38′ 43″ N, 11° 30′ 41″ O |
| St. Jakobi (Riethnordhausen)                  | Kleine Chorturmkirche, Chorturm im Kern spätromanisch, Chor mit Fünfachtelschluss spätgotisch, Langhaus 1759 umgebaut                                                        | Wallhausen                | Riethnordhausen            | weitere Bilder | 51° 25′ 11″ N, 11° 14′ 11″ O |
| St. Johannes (Bennungen)                      | Kirchengebäude in Bennungen, klassizistischer Neubau 1850 | Südharz                   | Bennungen                  | weitere Bilder | 51° 27′ 31″ N, 11° 7′ 2″ O   |
| St. Johannes (Harkerode)                      | Klassizistische Emporensaalkirche aus Bruchstein 1832, Entwurf Karl Friedrich Schinkel zugeschrieben                                                                         | Arnstein                  | Harkerode                  | weitere Bilder | 51° 41′ 9″ N, 11° 24′ 3″ O   |
| St. Johannes (Hayn)                           | Große Chorturmkirche, der Chorturm wohl mittelalterlich, Turmaufbau 1889, Restaurierung 1912                                                                                 | Südharz                   | Hayn                       | weitere Bilder | 51° 34′ 10″ N, 11° 4′ 54″ O  |
| St. Johannis Baptist (Allstedt)               | Stattliche Rokoko-Emporenkirche 1765 neu erbaut anstelle eines Vorgängers aus dem 14. Jh.                                                                                    | Allstedt                  | Allstedt                   | weitere Bilder | 51° 24′ 16″ N, 11° 23′ 1″ O  |
| St. Joseph (Klostermansfeld)                  | Neugotisches Bauwerk aus Westturm, Hallenlanghaus und polyg. Ostschluss, 1894                                                                                                | Klostermansfeld           | Klostermansfeld            | weitere Bilder | 51° 35′ 14″ N, 11° 29′ 27″ O |
| St. Juliana (Rotha)                           | Kleine Chorturmkirche, Chorturm im Kern mittelalterlich, Schiff 1732 | Sangerhausen              | Rotha                      | weitere Bilder | 51° 32′ 31″ N, 11° 8′ 48″ O  |
| St. Katharina (Katharinenrieth)               | Neuromanische Saalkirche 1862–68 mit Apsis und Westturm | Allstedt                  | Katharinenrieth            | weitere Bilder | 51° 24′ 38″ N, 11° 21′ 1″ O  |
| St. Katharinen (Wettelrode)                   | Schlichter Saalbau, heutige Gestalt von 1769, Westturm im Kern mittelalterlich, mit Haube und Laterne                                                                        | Sangerhausen              | Wettelrode                 | weitere Bilder | 51° 30′ 58″ N, 11° 17′ 12″ O |
| St. Laurentius (Sittendorf)                   | Schlichte Saalkirche mit spätromanischem Ostturm, Schiff wohl 18. Jh. | Kelbra                    | Sittendorf                 | weitere Bilder | 51° 26′ 7″ N, 11° 6′ 8″ O    |
| St. Liborius (Hergisdorf)                     | Kath. Kirche, schlichter Putzbau mit Werksteingliederung 1905 | Hergisdorf                | Hergisdorf                 | weitere Bilder | 51° 32′ 26″ N, 11° 28′ 41″ O |
| St. Liudger und Maternus                      | Romanische Kirche aus dem späten 12. Jh., gotisch überarbeitet | Lutherstadt Eisleben      | Unterrißdorf               | weitere Bilder | 51° 31′ 6″ N, 11° 36′ 2″ O   |
| St. Margaretha (Rosperwenda)                  | Kleine Chorturmkirche, frühgotischer Chorturm um 1300, Spätbarockes Schiff 1746                                                                                              | Berga                     | Rosperwenda                | weitere Bilder | 51° 28′ 11″ N, 11° 1′ 41″ O  |
| St. Margarethen (Gonna)                       | Neugotischer Bruchsteinbau mit Sandsteingliederung 1884/85 | Sangerhausen              | Gonna                      | weitere Bilder | 51° 30′ 32″ N, 11° 19′ 27″ O |
| St. Maria Magdalena (Braunschwende)           | Kleine, im Westen fünfseitig geschlossene Saalkirche aus Feldstein, 1787 an quadratischem Chorturm erbaut                                                                    | Mansfeld                  | Braunschwende              | weitere Bilder | 51° 35′ 26″ N, 11° 14′ 39″ O |
| St. Marien (Oberwiederstedt)                  | ehem. Klosterkirche, langgestreckter, flachgedeckter Feldsteinsaal mit geradem Ostschluss und schmalerem Westturm; in zwei Teile unterteilt, der westliche bildet die Kirche | Arnstein                  | Oberwiederstedt            | weitere Bilder | 51° 40′ 0″ N, 11° 31′ 47″ O  |
| St. Marien (Wippra)                           | Barocker Putzbau mit eingezogenem, dreiseitigem Chor, dieser im Kern wohl gotisch, Schiff und Turm 18. Jh.                                                                   | Sangerhausen              | Wippra                     | weitere Bilder | 51° 34′ 27″ N, 11° 16′ 32″ O |
| St. Mariä Geburt (Questenberg)                | Schlichte Saalkirche mit dreiseitig geschlossenem, mittelalterlichem Chor und dem Schiff von 1781                                                                            | Südharz                   | Questenberg                | weitere Bilder | 51° 29′ 41″ N, 11° 7′ 7″ O   |
| St. Martini (Altendorf)                       | Im Kern frühromanisch, Schiff im 15. Jh. nach Süden erweitert | Kelbra (Kyffhäuser)       | Altendorf                  | weitere Bilder | 51° 26′ 4″ N, 11° 2′ 1″ O    |
| St. Martin (Kleinleinungen)                   | Chorturmkirche, Turm mittelalterlich, Schiff 1819 | Südharz                   | Kleinleinungen             | weitere Bilder | 51° 28′ 43″ N, 11° 9′ 48″ O  |
| St. Martin (Martinsrieth)                     | Chorturmkirche, der quadratische Chorturm mit verschiefertem Glockengeschoss, im Kern spätromanisch, das Schiff vermutlich 18. Jh.                                           | Wallhausen                | Martinsrieth               | weitere Bilder | 51° 26′ 25″ N, 11° 14′ 35″ O |
| St. Martini (Stolberg)                        | Chor des Bauwerks 1485 begonnen und 1486 (d) eingedeckt, Langhaus 1496 (d), barock erneuert, Inneres flachgedeckt                                                            | Südharz                   | Stolberg                   | weitere Bilder | 51° 34′ 26″ N, 10° 57′ 17″ O |
| St. Matthias (Hübitz)                         | Neugotischer Saal mit eingezogenem Chor und Westturm 1887 | Gerbstedt                 | Hübitz                     | weitere Bilder | 51° 35′ 43″ N, 11° 33′ 1″ O  |
| St. Mauritius (Arnstedt)                      | Stattliche neugotische Saalkirche aus Haustein, 1877 | Arnstein                  | Arnstedt                   | weitere Bilder | 51° 41′ 25″ N, 11° 29′ 51″ O |
| St. Michaelis (Großleinungen)                 | Chorturmkirche, Neubau 1615 unter Verwendung älterer Bauteile | Sangerhausen              | Großleinungen              | weitere Bilder | 51° 29′ 39″ N, 11° 12′ 10″ O |
| St. Moritz (Pölsfeld)                         | Schlichte Saalkirche von 1725, der Westturm im Kern mittelalterlich | Allstedt                  | Polsfeld                   | weitere Bilder | 51° 31′ 35″ N, 11° 20′ 45″ O |
| St. Nicolai (Bösenrode)                       | Kleine Saalkirche 1700 datiert, mit quadratischem Turm eines romanischen Vorgängerbauwerks                                                                                   | Berga                     | Bösenrode                  | weitere Bilder | 51° 27′ 58″ N, 10° 59′ 24″ O |
| St. Nicolai (Morungen)                        | Schlichter Saalbau wohl 18. Jh. in Bruchstein mit Ostturm | Kelbra (Kyffhäuser)       | Morungen                   | weitere Bilder | 51° 31′ 1″ N, 11° 13′ 52″ O  |
| St. Nikolai (Burgörner)                       | Schlichter rechteckiger Putzbau 1803/04 und Westturm mit Haube und Laterne, nördlich davon Ruine der früheren Kirche                                                         | Hettstedt                 | Burgörner                  | weitere Bilder | 51° 37′ 31″ N, 11° 30′ 51″ O |
| St. Nikolai (Grillenberg)                     | Kleine Chorturmkirche mit mittelalterlichem Turm und barock erneuertem Schiff                                                                                                | Sangerhausen              | Grillenberg                | weitere Bilder | 51° 31′ 57″ N, 11° 18′ 37″ O |
| St. Pankratius (Bornstedt)                    | Anlage im Kern mittelalterlich, mit quadratischem Westturm und neugotischem Schiff mit dreiseitigem Chorschluss                                                              | Bornstedt                 | Bornstedt                  | weitere Bilder | 51° 28′ 55″ N, 11° 29′ 2″ O  |
| St. Peter und Paul (Berga)                    | Neugotische kreuzförmige Kirche 1896/98 | Berga                     | Berga                      | weitere Bilder | 51° 27′ 30″ N, 11° 0′ 8″ O   |
| St. Peter und Paul (Wallhausen)               | Zweijochiger Rechteckchor von einem 1408 geweihten, später nach Brand erneuerten Neubau, 1876 gotisierend erweitert                                                          | Wallhausen                | Wallhausen                 | weitere Bilder | 51° 27′ 36″ N, 11° 12′ 10″ O |
| St. Peter und Paul (Volkstedt)                | Neugotischer Bruchsteinbau, 1830 anstelle eines 1390 geweihten Vorgängers erbaut                                                                                             | Lutherstadt Eisleben      | Volkstedt                  | weitere Bilder | 51° 33′ 40″ N, 11° 33′ 34″ O |
| St. Petri (Rollsdorf)                         | Kleiner gotisierender Bruchsteinbau mit Werksteinteilen, 19. Jh. | Seegebiet Mansfelder Land | Rollsdorf                  | weitere Bilder | 51° 29′ 27″ N, 11° 43′ 37″ O |
| St. Salvator (Tilleda)                        | Chorturmkirche aus Bruchstein, der quadratische Chorturm im Kern von einem spätromanischen Bauwerk, das Schiff barock, der Rest 19. Jh.                                      | Kelbra (Kyffhäuser)       | Tilleda                    | weitere Bilder | 51° 25′ 11″ N, 11° 8′ 27″ O  |
| St. Simeon und Judas (Rottelsdorf)            | Mittelalterlicher Hausteinbau aus romanischem Westquerturm, jüngerem Schiff mit geradem Ostschluss, gekuppelte Schallöffnungen im Turm                                       | Gerbstedt                 | Rottelsdorf                | weitere Bilder | 51° 34′ 57″ N, 11° 40′ 44″ O |
| St. Stephanus (Abberode)                      | Ruine: Querrechteckiger fünfgeschossiger Westturm aus Feldstein mit Fachwerkaufsatz und Laterne, vermutl. 14. Jh.; Reste des Schiffs von 1769 erh.                           | Mansfeld                  | Abberode                   | weitere Bilder | 51° 36′ 51″ N, 11° 17′ 23″ O |
| St. Stephanus (Helbra)                        | Spätgotischer Bruchsteinbau, teils verputzt: im Kern romanischer Westquerturm, gleichbreites, langgestrecktes Schiff mit eingez. Chor                                        | Helbra                    | Helbra                     | weitere Bilder | 51° 33′ 27″ N, 11° 29′ 32″ O |
| St. Stephan (Ihlewitz)                        | Saalbau in Bruchstein mit eingezogener Apsis und querrechteckigem Westturm, im Kern romanisch, mehrfach umgebaut                                                             | Gerbstädt                 | Ihlewitz                   | weitere Bilder | 51° 38′ 36″ N, 11° 41′ 1″ O  |
| St. Stephanus (Kleinosterhausen)              | Kleines im Kern romanisches Bauwerk aus rechteckigem Schiff und quadrat. Chorturm, das Schiff und die Turmbekrönung vermutl. A. 18. Jh.                                      | Lutherstadt Eisleben      | Kleinosterhausen           | weitere Bilder | 51° 26′ 51″ N, 11° 31′ 4″ O  |
| St. Trinitatis (Roßla)                        | Neugotische Kirche von 1873 in Roßla, Südharz | Südharz                   | Roßla                      | weitere Bilder | 51° 27′ 41″ N, 11° 4′ 40″ O  |
| St. Trinitatis (Wickerode)                    | Saalkirche 1734–35 in Bruchstein erbaut, datiert 1740, Ostgiebel in Fachwerk, Turm mit Fachwerkglockengeschoss, Helm und Laterne                                             | Südharz                   | Wickerode                  | weitere Bilder | 51° 28′ 37″ N, 11° 7′ 53″ O  |
| St. Ulrich (Hornburg)                         | Im Kern romanische Chorturmkirche aus rechteckigem Schiff und Chorturm, um 1200                                                                                              | Seegebiet Mansfelder Land | Hornburg                   | weitere Bilder | 51° 27′ 21″ N, 11° 35′ 13″ O |
| St. Valentin (Oberrißdorf)                    | Im Wesentlichen spätgotische Anlage mit dreiseitigem Ostschluss um 1500 | Lutherstadt Eisleben      | Oberrißdorf                | weitere Bilder | 51° 32′ 25″ N, 11° 36′ 47″ O |
| St. Wenzel (Thaldorf)                         | Spätromanische Saalkirche in Bruchstein mit dreiseitigem Ostschluss, Vorhalle und Westturm in Schiffsbreite, Schiff 1505/19 erneuert                                         | Gerbstedt                 | Thaldorf                   | weitere Bilder | 51° 37′ 56″ N, 11° 42′ 41″ O |
| St. Wigberti (Riestedt)                       | Stattliche spätgot. Saalkirche mit Westturm, Langhaus und Chor mit Dreiachtelschluss                                                                                         | Sangerhausen              | Riestedt                   | weitere Bilder | 51° 29′ 48″ N, 11° 21′ 41″ O |
| St. Wigberti (Thürungen)                      | Neugotischer Backsteinbau 1901–05 | Kelbra (Kyffhäuser)       | Thürungen                  | weitere Bilder | 51° 26′ 53″ N, 11° 1′ 47″ O  |
| St. Wigbert (Osterhausen)                     | Stattlicher spätgotischer Bau mit kräftigem Westquerturm und gleich breitem Schiff, der Chor 1. H. 15. Jh.                                                                   | Lutherstadt Eisleben      | Osterhausen                | weitere Bilder | 51° 27′ 10″ N, 11° 30′ 15″ O |
| St.-Andreas-Kirche (Siersleben)               | Bruchsteinbau aus Schiff und dreiseitigem Chorschluss un Westquerturm, in den unteren Geschossen um 1230, oberer Teil 3. V. 13. Jh.                                          | Gerbstedt                 | Siersleben                 | weitere Bilder | 51° 36′ 6″ N, 11° 32′ 43″ O  |
| St. Bonifatius (Siersleben)                   | Schlichter Backsteinbau, da zunächst als Missionshaus mit Schule errichtet und erst 1947 in Kirche umgewandelt, 2014 profaniert.                                             | Gerbstedt                 | Siersleben                 |                | 51° 36′ 0″ N, 11° 32′ 23″ O  |
| St.-Bartholomäus-Kirche (Edersleben)          | Große klassizistische Saalkirche, 1820–31 nach Entwurf von Karl Friedrich Schinkel erbaut                                                                                    | Edersleben                | Edersleben                 | weitere Bilder | 51° 25′ 2″ N, 11° 17′ 26″ O  |
| St.-Katharina-Kirche (Benndorf)               | Schlichter, kleiner neugotischer Saalbau um 1829 | Benndorf                  | Benndorf                   | weitere Bilder | 51° 34′ 11″ N, 11° 29′ 1″ O  |
| St.-Marien-und-Anna-Kirche (Dittichenrode)    | Kleiner Saalbau, das kurze Schiff und der Westturm mit Glockengeschoss im Kern wohl spätgotisch                                                                              | Südharz                   | Dittrichenrode             | weitere Bilder | 51° 28′ 28″ N, 11° 6′ 6″ O   |
| St.-Petri-Pauli-Kirche (Lutherstadt Eisleben) | Dreischiffige spätgotische Halle von vier Jochen, Westturm 1447 begonnen und 1474 vollendet                                                                                  | Lutherstadt Eisleben      | Lutherstadt Eisleben       | weitere Bilder | 51° 31′ 34″ N, 11° 32′ 58″ O |
| St. Bartholomäus (Aseleben)                   | Neugotischer Bau von 1875. | Seegebiet Mansfelder Land | Aseleben                   | weitere Bilder | 51° 29′ 21″ N, 11° 40′ 23″ O |
| St. Bartholomäus (Erdeborn)                   | Spätromanischer Bau, 1722 umfangreich erweitert und umgebaut. | Seegebiet Mansfelder Land | Erdeborn                   | weitere Bilder | 51° 28′ 35″ N, 11° 38′ 1″ O  |
| St. Andreas (Walbeck)                         | Als Schloss- und Dorfkirche abseits des Dorfs unmittelbar westl. des Schlosses erbauter Saalbau 1656 mit Dachturm und Haube, beachtliche barocke Ausstattung                 | Hettstedt                 | Walbeck                    | weitere Bilder | 51° 40′ 1″ N, 11° 28′ 7″ O   |
| St. Andreas und Stephani (Wansleben)          | Turm romanisch, Schiff spätgotisch 1506. | Seegebiet Mansfelder Land | Wansleben am See           | weitere Bilder | 51° 27′ 34″ N, 11° 44′ 53″ O |
| St. Fabian und Sebastian (Lüttchendorf)       | Spätromanische Kirche, die spätgotisch erweitert und nach Brand von 1635 barock verändert wurde.                                                                             | Seegebiet Mansfelder Land | Lüttchendorf               | weitere Bilder | 51° 30′ 4″ N, 11° 37′ 46″ O  |
| St. Georg (Siebigerode)                       | Neuromanische Saalkirche aus lokalem Rotsandstein, mit Westturm und Apsis, 1852                                                                                              | Mansfeld                  | Siebigerode                | weitere Bilder | 51° 33′ 56″ N, 11° 25′ 45″ O |
| St. Lamberti (Blankenheim)                    | Klassizistische Saalkirche 1830–32, Westturm mit gekuppelten Schallöffnungen, verputzter Bruchsteinbau mit dreiseitigem Ostschluss                                           | Blankenheim               | Blankenheim                | weitere Bilder | 51° 30′ 26″ N, 11° 25′ 38″ O |
| St. Laurentius (Gorenzen)                     | Saalkirche mit dreiseitigem Chorschluss, im Kern romanisch, 1728 umgebaut, barock ausgestattet, danach im 19. Jh., restauriert                                               | Mansfeld                  | Gorenzen                   | weitere Bilder | 51° 34′ 2″ N, 11° 21′ 13″ O  |
| St. Margarethen (Breitenstein)                | Schlichter Saalbau mit geradem Ostschluss in Fachwerk 1714–22 erbaut, 1854 umgebaut. Quadrat. Westturm wohl Rest vom Vorgängerbau                                            | Südharz                   | Breitenstein               | weitere Bilder | 51° 37′ 17″ N, 10° 56′ 52″ O |
| St. Martini (Rottleberode)                    | Schlichte Saalkirche 1758–61 unter Verwendung mittelalterlicher Reste. Im Osten dreiseitig geschlossen, Westturm mit Haube und Laterne                                       | Südharz                   | Rottleberode               | weitere Bilder | 51° 30′ 58″ N, 10° 56′ 45″ O |
| St. Martin (Breitenbach)                      | Kleiner barocker Rechtecksaal mit Ostturm um 1715, mit verschiefertem Glockengeschoss, Haube und Laterne                                                                     | Sangerhausen              | Breitenbach (Sangerhausen) | weitere Bilder | 51° 32′ 33″ N, 11° 7′ 2″ O   |
| St. Martin (Friesdorf)                        | Einschiffiger Putzbau mit dreiseitigem Chorschluss und quadratischem Westturm, entstanden durch Umbau 1718/1723                                                              | Mansfeld                  | Friesdorf                  | weitere Bilder | 51° 35′ 21″ N, 11° 18′ 15″ O |
| St. Martin (Stedten)                          | Turm romanisch, Schiff spätgotisch 1517. | Seegebiet Mansfelder Land | Stedten                    | weitere Bilder | 51° 26′ 25″ N, 11° 41′ 10″ O |
| St. Michael (Bösenburg)                       | Romanische Feldsteinkirche mit Schiff, Westturm und spätgotischem Chorschluss                                                                                                | Gerbstedt                 | Bösenburg                  | weitere Bilder | 51° 35′ 18″ N, 11° 39′ 50″ O |
| St. Nicolai (Unterröblingen)                  | Romanischer Bau, Turmoberteil 1717 erneuert. | Seegebiet Mansfelder Land | Unterröblingen am See      | weitere Bilder | 51° 27′ 54″ N, 11° 41′ 32″ O |
| St. Pankratius (Lochwitz)                     | Kleine Saalkirche mit dreiseitigem Schluss mit schlichten Maßwerkfenstern, 16. Jh.; leicht eingezogener Westturm 19. Jh.                                                     | Gerbstedt                 | Lochwitz                   | weitere Bilder | 51° 36′ 28″ N, 11° 39′ 14″ O |
| St. Simon und Judas (Hedersleben)             | Saalkirche A. 16. Jh., neugotischer Westturm 1892/93 | Lutherstadt Eisleben      | Hedersleben                | weitere Bilder | 51° 32′ 55″ N, 11° 38′ 46″ O |
| St. Stephanus (Oberröblingen)                 | Romanische Kirche (ehemaliger Erzpriestersitz), Schiff und Turm 1861 neuromanisch erneuert.                                                                                  | Seegebiet Mansfelder Land | Oberröblingen am See       | weitere Bilder | 51° 27′ 47″ N, 11° 40′ 29″ O |
| St. Stephanus (Polleben)                      | Neugotische Kirche 1901 nach Entwurf von Friedrich Fahro erbaut, profaniert für kulturelle Nutzung                                                                           | Lutherstadt Eisleben      | Polleben                   | weitere Bilder | 51° 34′ 47″ N, 11° 35′ 55″ O |
| St. Bonifatius (Volkmaritz)                   | Romanischer Bau, im 15. Jahrhundert nach Osten verlängert. | Seegebiet Mansfelder Land | Volkmaritz                 | weitere Bilder | 51° 31′ 43″ N, 11° 41′ 42″ O |
| St. Nicolai (Neehausen)                       | Romanischer Bau, im 18. Jh. verändert. | Seegebiet Mansfelder Land | Neehausen                  | weitere Bilder | 51° 31′ 27″ N, 11° 42′ 11″ O |
| St. Andreas (Winkel)                          | Spätgotische Saalkirche (1498–1499) – 1723 barock umgebaut | Allstedt                  | Winkel                     | weitere Bilder | 51° 24′ 21″ N, 11° 27′ 45″ O |
| St. Cyriacus (Liedersdorf)                    | Barocke Saalkirche von 1678 – Westturm mit Fachwerkobergeschoss | Allstedt                  | Liedersdorf                | weitere Bilder | 51° 28′ 6″ N, 11° 25′ 35″ O  |
| St. Cyriakus (Mittelhausen)                   | Klassizistische Saalkirche – um 1810/1820 – Westturm 12. Jh. | Allstedt                  | Mittelhausen               | weitere Bilder | 51° 26′ 11″ N, 11° 27′ 43″ O |
| St. Laurentius (Nienstedt)                    | Barocke Saalkirche 1599–1602 – Westturm neuromanisch 1862 | Allstedt                  | Nienstedt                  | weitere Bilder | 51° 26′ 24″ N, 11° 23′ 59″ O |
| St. Urban (Beyernaumburg)                     | Spätromanische einschiffige Kreuzkirche, wohl 2. V. 13. Jh. | Allstedt                  | Beyernaumburg              | weitere Bilder | 51° 28′ 26″ N, 11° 23′ 43″ O |
| St. Veit (Wolferstedt)                        | Spätromanisch E. 12. Jh. – Details stark verändert – Turm 1924 | Allstedt                  | Wolferstedt                | weitere Bilder | 51° 25′ 26″ N, 11° 25′ 59″ O |
| St. Wigbert (Kreisfeld)                       | Neuromanische Saalkirche in Sandstein mit Westturm, 1895, der Altarraum mit Kreuzgratgewölbe                                                                                 | Hergisdorf                | Kreisfeld (Hergisdorf)     | weitere Bilder | 51° 31′ 54″ N, 11° 29′ 12″ O |
| St. Peter und Paul (Holdenstedt)              | Barocke Saalkirche 1783–1786 – Westturm um 1500, barock verändert | Allstedt                  | Holdenstedt                | weitere Bilder | 51° 28′ 33″ N, 11° 26′ 45″ O |
| St. Petri und Pauli (Einsdorf)                | Neugotische Kirche 1906 | Allstedt                  | Einsdorf                   | weitere Bilder | 51° 26′ 19″ N, 11° 29′ 2″ O  |
| Unbefleckte Empfängnis (Hettstedt)            | kath. Kirche, dreischiffige neugotische Backsteinkirche mit Fünfachtelschluss, 1892/93 nach Plänen von Arnold Güldenpfennig erbaut, am 19. Juli 2020 profaniert              | Hettstedt                 | Hettstedt                  | weitere Bilder | 51° 38′ 21″ N, 11° 30′ 38″ O |

## Klöster
| Artikel                                                                    | Beschreibung | Gemeinde                  | Ortsteil        | Bild           | Koordinaten                  |
| -------------------------------------------------------------------------- | --- | ------------------------- | --------------- | -------------- | ---------------------------- |
| Augustinerchorherrenstift Hedersleben, zuvor Benediktinerinnenkloster      | Kloster in Deutschland | Lutherstadt Eisleben      | Hedersleben     | Bild gesucht   | 51° 32′ 35″ N, 11° 39′ 2″ O  |
| Augustinerkloster St. Annen, Eisleben                                      | ehemaliges Augustinerkloster in Eisleben | Lutherstadt Eisleben      | Eisleben        |                | 51° 31′ 43″ N, 11° 32′ 12″ O |
| Benediktiner-, später Zisterzienserinnenkloster Rohrbach bei Oberröblingen | ehemaliges Kloster der Zisterzienserinnen westlich von Oberröblingen | Sangerhausen              | Oberröblingen   | Bild gesucht   | 51° 26′ 23″ N, 11° 17′ 0″ O  |
| Benediktinerinnenkloster Holzzelle (Hornburg)                              | ehemaliges Benediktinerinnenkloster in Holzzelle | Seegebiet Mansfelder Land | Hornburg        |                | 51° 27′ 11″ N, 11° 35′ 13″ O |
| Benediktinerkloster Klostermansfeld                                        | ehem. Benediktinerkloster in Klostermansfeld, siehe Klosterkirche Klostermansfeld | Klostermansfeld           | Klostermansfeld |                | 51° 35′ 3″ N, 11° 29′ 50″ O  |
| Benediktinerkloster Wimmelburg                                             | ehemaliges Kloster im Landkreis Mansfeld-Südharz, Sachsen-Anhalt | Wimmelburg                | Wimmelburg      | weitere Bilder | 51° 31′ 11″ N, 11° 30′ 51″ O |
| Kanonissenstift Gerbstedt, später Benediktinerinnenkloster                 | Kloster in Deutschland | Gerbstedt                 | Gerbstedt       | Bild gesucht   | 51° 37′ 54″ N, 11° 37′ 43″ O |
| Kloster Gerbstedt                                                          | Untergegangenes Benediktinerinnenkloster in der heutigen Stadt Gerbstedt | Gerbstedt                 | Gerbstedt       |                | 51° 37′ 51″ N, 11° 37′ 45″ O |
| Kloster Rode                                                               | Ehemaliges Prämonstratenser−Chorherrenstift im heutigen Klosterrode bei Blankenheim in Sachsen-Anhalt, später Rittergut                                                               | Blankenheim               | Klosterrode     | weitere Bilder | 51° 30′ 0″ N, 11° 27′ 0″ O   |
| Kloster Sittichenbach                                                      | Ehemaliges Kloster in Lutherstadt Eisleben, Landkreis Mansfeld-Südharz, Sachsen-Anhalt                                                                                                | Lutherstadt Eisleben      | Sittichenbach   | weitere Bilder | 51° 27′ 55″ N, 11° 31′ 3″ O  |
| Kloster Walbeck                                                            | Ehemaliges Benediktinerinnen-Kloster Walbeck, nur Reste des westlichen Kreuzgangflügels mit Kapitellen von 1170/80 erhalten, die Kirche abgetragen; siehe Schloss Walbeck (Hettstedt) | Hettstedt                 | Walbeck         | Bild gesucht   | 51° 40′ 1″ N, 11° 28′ 10″ O  |
| Kollegiatstift Sangerhausen, später Zisterzienserinnenkloster              | Kloster in Deutschland | Sangerhausen              | Sangerhausen    | Bild gesucht   | 51° 28′ 28″ N, 11° 18′ 5″ O  |
| Kollegiatstift St. Georg, Mansfeld                                         | Kloster in Deutschland | Mansfeld                  | Mansfeld        | Bild gesucht   | 51° 35′ 25″ N, 11° 27′ 10″ O |
| Zisterzienserinnenkloster Kelbra                                           | von 1251 bis 1551 ein Kloster der Zisterzienserinnen in Kelbra (Kyffhäuser) in Sachsen-Anhalt                                                                                         | Kelbra (Kyffhäuser)       | Kelbra          | Bild gesucht   | 51° 26′ 13″ N, 11° 2′ 25″ O  |
| Zisterzienserinnenkloster Naundorf                                         | Kloster in Deutschland | Allstedt                  | Klosternaundorf | Bild gesucht   | 51° 24′ 57″ N, 11° 24′ 49″ O |
| Kloster Helfta                                                             | 1229 gegründet, 1542 säkularisiert, 1999 mit Zisterzienserinnen wiederbesiedelt | Lutherstadt Eisleben      | Helfta          | weitere Bilder | 51° 30′ 29″ N, 11° 34′ 46″ O |

## Synagogen
| Artikel             | Beschreibung                                                                 | Gemeinde             | Ort      | Bild | Koordinaten                  |
| ------------------- | ---------------------------------------------------------------------------- | -------------------- | -------- | ---- | ---------------------------- |
| Synagoge (Eisleben) | 1850 erbaut, nach 1945 Nutzung durch neuapostolische Gemeinde, dann Wohnhaus | Lutherstadt Eisleben | Eisleben |      | 51° 31′ 38″ N, 11° 32′ 55″ O |

## Begräbnisstätten
| Artikel                 | Beschreibung                                                                          | Gemeinde     | Ort          | Bild            | Koordinaten                  |
| ----------------------- | ------------------------------------------------------------------------------------- | ------------ | ------------ | --------------- | ---------------------------- |
| Friedhof (Sangerhausen) | 1887 anstelle mehrerer älterer Friedhöfe angelegt, mit Feierhalle und Totengräberhaus | Sangerhausen | Sangerhausen | Bild gesucht BW | 51° 28′ 27″ N, 11° 17′ 19″ O |
| Kronenfriedhof Eisleben | Mit Grufthäusern und Camposanto                                                       | Eisleben     | Eisleben     |                 | 51° 32′ 1″ N, 11° 32′ 54″ O  |

- Siehe auch Großsteingräber im Landkreis Mansfeld-Südharz

∑ 162 Einträge